# Бортницька станція аерації
50°22′57″ пн. ш. 30°39′53″ сх. д. / 50.382404° пн. ш. 30.664716° сх. д.

Насосний цех Бортницької станції аерації

Аварійний метантенк на Бортницькій станції аерації

Грабельне відділення Бортницької станції аерації

Бортницька станція аерації — комплекс інженерних споруд, обладнання та комунікацій, призначений для повного біологічного очищення стічних вод Києва від забруднювальних речовин та обробки затриманих механічних решток (сміття). Складається з 52 басейнів. 
Проєктна потужність станції — 1,8 млн м³ стічних вод на добу, а проєктна потужність кожного з трьох блоків — 600 тис. м³ на добу. Середньодобовий обсяг стічних вод — 1131928 м³.
Станцію будували та вводили до експлуатації поетапно:
- I блок споруд введено в дію в 1964;
- II блок — у 1976 році;
- III блок — у 1987 році.

Споруди станції забезпечують очистку стічних вод до нормативних показників, за яких дозволений їхній скид у р. Дніпро. Контроль якості очищення стічних вод і обробки ОСВ проводить хіміко-бактеріологічна лабораторія. Контроль якості очищеної стічної води ведеться за 16 показниками, які затвердило Державне управління екології та природних ресурсів у м. Києві.

## Проблеми
Основні проблеми в роботі Бортницької станції аерації пов'язані, у першу чергу, з тим, що наявні споруди були запроєктовані та побудовані ще в 1950-1960-х роках і на сьогодні застаріли не тільки фізично, а й морально.
1. У найкритичнішому стані — споруди I блоку станції, які експлуатують ще з 1964 року. Очисні споруди вже відпрацювали свій експлуатаційний термін і потребують негайної реконструкції. 
Першочерговим є питання будівництва нової насосної станції першого підйому, яка подає стічні води на I блок Бортницької станції аерації.
2. Низька ефективність роботи наявного грабельного відділення. Відповідно до проєкту на грабельному відділенні Бортницької станції аерації встановлені ґрати з отворами 16 мм. Ці ґрати внаслідок великих розмірів отворів не забезпечують повного затримання всього сміття, що надходить на станцію зі стічними водами, що призводить до винесення сміття на споруди механічного очищення стічних вод — пісковловлювачі та первинні відстійники. Відбувається засмічення споруд, що призводить до порушення режимів їхньої роботи. Сміття, що накопичується в первинних відстійниках, відкачують на метантенк разом із сирим ОСВ. При відкачуванні відбувається засмічення насосів випомповування сірчаного осаду, який веде до їхнього виходу з ладу. При засміченні приймачів відстійників відбувається накопичення в них сирого ОСВ, що призводить, особливо в літній період, до виникнення процесів бродіння у відстійниках з викидом в атмосферу метану та сірководню.
17 січня 2012 року на Бортницькій станції аерації сталася аварія: на самопливному Лівобережному колекторі діаметром 3000 мм поряд з насосною станцією першого підйому стався провал розмірами 10 на 10 м та глибиною 8 м.
2015-го року стало відомо, що Японія надасть Україні кредит у сумі 108 млрд єн на реконструкцію станції. Відповідну угоду підписано 6 червня у присутності президента Петра Порошенка та прем'єр-міністра Японії Сіндзо Абе.
15 червня 2015 року Уряд України і Японське агентство міжнародного співробітництва (JICA) підписали Кредитну угоду щодо проекту реконструкції Бортницької станції аерації. Від імені Уряду України Угоду підписала Міністр фінансів Наталія Яресько, від імені JICA — Віце-президент агентства Масаказу Ічікава. Кредит буде наданий японською стороною (JICA) на суму 108 млрд. єн строком на 40 років під 0,1 % річних з пільговим періодом 10 років..
До речі, за словами працівників БСА зношеність її обладнання становить 80 %. За словами столичної влади, БСА після реконструкції стане сучасним екологічним фільтром.

## Цікаві факти
На початку 1980-х рр. у канал Бортницької станції аерації випустили гуппі — акваріумних риб. Відтоді їхня популяція існує там постійно — цьому сприяє цілорічно нагріта вода.